# Nova Geminorum 1912
DN Geminorum sau Nova Geminorum 1912 a explodat în 1912 constelația Gemini cu magnitudinea 3.5. Azi strălucește cu magnitudine 14.

## Coordonate delimitative
Ascensie dreaptă: 06h 54m 54s.62
Declinație: +32° 08' 27".0